# Un été à l'envers
Un été à l'envers est un téléfilm français réalisé par Roger Guillot en 1994.

## Synopsis
Sarah, une adolescente, qui a perdu son père il y a trois ans, vit seule avec sa mère, Marie, dans la banlieue parisienne. Cette année, elle passe ses vacances d'été chez ses grands-parents en Sologne, où elle vit ses premiers émois.

## Fiche technique
- Titre : Un été à l'envers
- Réalisation : Roger Guillot
- Scénario : Roger Guillot et Josiane Maisse
- Image : Philippe Theaudière
- Musique : Marc Beacco
- Montage : Gabrielle Marsal-Zubovic et Joette Peyrebonne
- Sociétés de production : La Sept Arte, AMIP, Ina, SFP
- Genre : Drame, romance
- Durée : 1h32 minutes
- Date de diffusion : 24 juin 1994 sur Arte

## Distribution
- Maureen Diot : Sarah
- Bernard Verley : Louis
- Anouk Ferjac : Louloute
- Catherine Frot : Marie
- Patrick Catalifo : Dominique
- Clovis Cornillac : Jacky
- François Caron